# Volksbank Südheide – Isenhagener Land – Altmark
Die Volksbank eG Südheide – Isenhagener Land – Altmark (vormals  Volksbank Südheide) ist eine Genossenschaftsbank mit Sitz in Celle. Im ServiceCenterSüdheide (SCS) als zentralem Verwaltungssitz in Celle sind sämtliche dem Markt nachgelagerten Bereiche der Bank angesiedelt. Außerdem befinden sich die Vorstandsbüros in Celle sowie die zentralen Räumlichkeiten des Private Banking.

## Geschichte
Die Volksbank eG Südheide – Isenhagener Land – Altmark geht zurück auf das Jahr 1872, als das erste Institut „Spar- und Darlehenskasse für Hermannsburg und Umgebung eGmuH“ gegründet wurde. Im Jahre 2007 fusionierten die Volksbank Celler Land eG und die Volksbank Aller-Oker eG zur Volksbank Südheide eG. Die Volksbank Südheide eG nahm im Jahre 2018 die Volksbanken Wittingen-Klötze eG und Hankensbüttel-Wahrenholz eG auf. Seither heißt die Bank Volksbank eG Südheide – Isenhagener Land – Altmark. Die Volksbank Hankensbüttel wurde bereits 1865 gegründet.

## Geschäftsgebiet
Das Geschäftsgebiet der Bank erstreckt sich über den Landkreis Celle sowie Teile des Landkreises Gifhorn und des Altmarkkreises Salzwedel.

## Genossenschaftliche FinanzGruppe Volksbanken Raiffeisenbanken
Die Volksbank eG Südheide – Isenhagener Land – Altmark ist Teil der Genossenschaftlichen Finanzgruppe und gehört damit auch der Sicherungseinrichtung der genossenschaftlichen FinanzGruppe an.
Die Volksbank eG Südheide – Isenhagener Land – Altmark vermittelt Bausparverträge der Bausparkasse Schwäbisch Hall, offene Investmentfonds der Union Investment, Versicherungen der R+V Versicherung und easyCredit Ratenkredite sowie Kreditkarten mit eingebauter Ratenkreditfunktion (easyCredit-Card, bzw. easyCredit Finanzreserve) der Teambank. Im Bereich des Leasing arbeitet die Volksbank Südheide mit der VR Leasing zusammen.
Weitere Verbundpartner der Volksbank eG Südheide – Isenhagener Land – Altmark sind die DZ Bank als Zentralinstitut sowie die DZ Hyp und die Münchener Hypothekenbank als Finanzierungsspezialisten.

## Tochtergesellschaften
Die Volksbank SILA Versicherungen GmbH ist eine hundertprozentige Tochtergesellschaft der Volksbank eG Südheide – Isenhagener Land – Altmark. Sie fungiert als Versicherungsmakler und ist primär der Ansprechpartner für gewerbliche Kunden. Geschäftsführer der Volksbank SILA Versicherungen GmbH sind Andreas Kluth und Kay Schiemann.